# Phylloscopus laetus
Phylloscopus laetus е вид птица от семейство Phylloscopidae.

## Разпространение
Видът е разпространен в Бурунди, Демократична република Конго, Руанда и Уганда.